# Auran (personaje)
Auran es un personaje ficticio que aparece en historietas estadounidenses publicadas por Marvel Comics.
Un personaje con el nombre Auran aparece en la serie de televisión de 2017 Inhumans, interpretada por Sonya Balmores.

## Historial de publicaciones
El personaje fue creado por Charles Soule, Pepe Larraz y Ryan Stegman, y apareció por primera vez en Inhumans #7, en diciembre de 2014.

## Biografía fictícia del personaje
Auran es una inhumana que posee piel amarilla y orejas grandes. Sus oídos le permiten escuchar a cualquier persona al elegir una palabra y saber dónde estaba esa persona. Ella es una investigadora prominente en la ciudad de Attilan, hasta que estalló obligando a ella y sus dos hijas a huir. Ella terminó trabajando para la Fuerza de Seguridad de Nueva Attilan junto a su compañero Frank McGee, a quien apodaba Nur. Fueron contratados por Medusa para buscar a Rayo Negro y lo encontraron en un club nocturno. Maximus también estuvo allí y creó una explosión que mató a Auran.
Las hijas de Auran, Treste e Irelle, le piden a Lector, otro inhumano, que use sus poderes para resucitar a su madre. Ella vuelve a la vida, pero comienza a enfrentar una crisis de identidad cuando comienza a cuestionarse si ella es quien cree que es.

## Poderes y habilidades
Auran tiene audición parabólica donde puede elegir cualquier palabra que desee. Siempre que esa palabra se hable en la Tierra, ella es capaz de escuchar y conocer la ubicación de donde se habló.

## En otros medios

### Televisión
Auran aparece en la serie de acción en vivo Inhumans ambientada en el universo cinematográfico de Marvel, interpretada por Sonya Balmores. Esta versión del personaje es diferente a la de los cómics.
En la serie, Auran es leal a Maximus y luce como una humana normal, con factor de curación sobrehumano. Ella está motivada por su odio personal hacia la familia real. Durante un enfrentamiento en la Tierra, Auran queda gravemente herida, cuando despierta bajo el cuidado de Evan Declan, este le explica que sus habilidades regenerativas se agotarán eventualmente. Es enviada de vuelta a Attilan, pero se desilusiona con la situación de Maximus después de que se da cuenta de que usurpó el trono únicamente para pasar por la terrigenesis de nuevo. Sus verdaderas emociones son vistas por Karnak quien la recluta secretamente para revivir a Gorgon, a quien también admiraba. Usan su ADN para traerlo de regreso, pero se van antes de que puedan verlo revivir. Finalmente recurre a Maximus cuando se niega a dejar pasar su amenaza de destruir a Attilan y escapa. Ella fue vista por última vez con sus compañeros inhumanos y la Familia Real en la Tierra mientras buscan un nuevo hogar.

### Videojuego
Auran aparece como un personaje desbloqueable en Marvel Avengers Academy, con la voz de Evelyn Huynh. Ella aparece durante el evento de los Inhumanos.